# Юрьев, Владислав Михайлович
Владислав Михайлович Юрьев (род. 16 июля 1956, Тамбов) — российский экономист и управленец, доктор экономических наук, профессор, ректор Тамбовского государственного университета имени Г. Р. Державина (1995—2015).

## Биография
После окончания школы поступил в городе Мичуринске Тамбовской области на экономический факультет Плодоовощного института им. И. В. Мичурина, который в 1978 году окончил с отличием. По окончании работал экономистом в Тамбовское агрообъединени «Молокопром». После этого проходил службу в Советской Армии. По окончании службы начал трудовую деятельность в качестве преподавателя.
С октября 1995 года на него были возложены обязанности ректора Тамбовского государственного университета имени Г. Р. Державина. В декабре 1995 года единогласным решением конференции профессорско-преподавательского состава, студентов, аспирантов и сотрудников был избран ректором. Впоследствии он занимал эту должность двадцать лет, после чего в декабре 2015 года стал научным руководителем вуза. Под руководством Юрьева в ТГУ было открыто более 40 специальностей, а контингент учащихся увеличился с 7 тысяч до 15 тысяч студентов.
Член президиума Центрального правления Вольного экономического общества России, председатель Тамбовской региональной организации ВЭО России, член Международного союза экономистов.
В декабре 2005 года избран депутатом Тамбовской областной думы 4 созыва по партийному списку «Единой России». С декабря 2006 года — руководитель фракции «Единой России», с мая 2007 года — первый заместителем председателя Тамбовской областной думы. Курировал комитет по промышленности, строительству, транспорту, связи и развитию предпринимательства и комитет по науке, образованию и культуре. Является первым заместителем секретаря регионального политсовета, членом Президиума регионального политсовета ВВП «Единая Россия», избирался делегатом её съездов.

### Научная деятельность
С 1981 по 1982 год занимался наукой, работая на кафедре политэкономии Плодоовощного института им. И. В. Мичурина. С 1982 по 1984 годы работал в качестве ассистента, старшего преподавателя, доцента кафедры политической экономии Тамбовского государственного педагогического института.
В 1990 году получил учёное звание доцента, а в марте 1995 года — профессора по кафедре экономической теории.
В феврале 1998 года защитил диссертацию и получил учёную степень доктора экономических наук.
Юрьев ввёл термины равновесие экономических интересов и транзитарная экономика. Под его руководством открыто 3 института, 24 научных центра и 22 лаборатории, а также защищено несколько кандидатских диссертаций.
В. М. Юрьевым опубликовано 510 научных, учебно-методических и публицистических работ, в том числе 57 монографий, 8 учебных пособий и 6 учебников с грифом министерства образования РФ по проблемам экономики.
Является действительным членом Академии гуманитарных наук, Международного союза экономистов, членом-корреспондентом Международной академии менеджмента и главой Тамбовской региональной организации Вольного экономического общества России.
С 2000 года Юрьев возглавляет региональный диссертационный совет по защите диссертаций на соискание учёной степени доктора экономических наук. Под руководством Владислава Михайловича выполнено и защищено 32 докторских и 119 кандидатских диссертаций.

## Награды
- Менеджер года — победитель Всероссийского конкурса Вольного экономического общества России и Международной академии менеджмента (1996),
- Нагрудный знак-медаль «Талант и призвание» Всемирного благотворительного альянса «Миротворец» (1996),
- Почётное звание «Заслуженный деятель науки Российской Федерации» (2001),
- Медаль «В память 200-летия Минюста» (2003),
- Личная благодарность Президента России В. В. Путина за участие в выборах 2004 года в качестве его доверенного лица (2004),
- Памятная медаль «Энциклопедия „Лучшие люди России“» (2004),
- Премия Тамбовской области им. Г. Р. Державина (2004),
- Орден Почёта (2006),
- Серебряная медаль Вольного экономического общества России (2006)[12],
- Медаль Анатолия Кони (2006),
- Орден Русской православной церкви Св. Благоверного князя Даниила Московского 3 степени (2007),
- Памятная медаль Генеральной прокуратуры РФ «265 лет основания прокуратуры России» (2007),
- Медаль ордена «За заслуги перед Отечеством» II степени (2013).

## Критика
По данным вольного сетевого сообщества «Диссернет», являлся фигурантом диссертаций, которые содержат масштабные заимствования, не оформленные как цитаты.